# Jordi Roura
Jordi Roura Solà (Llagostera, 10 september 1967) is een Spaans voetbaltrainer en voormalig voetballer. 

## Loopbaan als speler
Jordi Roura speelde in de jaren tachtig als aanvallende middenvelder bij FC Barcelona. Hij doorliep de jeugdopleiding en maakte op 11 september 1988 tegen Elche CF zijn debuut in het eerste elftal. Door een zware knieblessure die Roura opliep na een ongelukkige botsing met Marco van Basten in de wedstrijd om de Europese Supercup tegen AC Milan in 1989, speelde hij uiteindelijk slechts enkele wedstrijden voor de hoofdmacht. Later speelde hij bij Real Murcia (1991-1992), UE Figueres (1992-1993) en UE Sant Andreu (1994). 

## Loopbaan als trainer
In 1998 was Roura de assistent van Carles Rexach bij Yokohama Flügels en in 2005 van Jordi Vinyals bij Terrassa FC. Van 2009 tot 2012 was hij samen met Domènec Torrent en Carles Planchart verantwoordelijk voor de scouting van de tegenstanders van FC Barcelona. In 2012 werd Roura assistent-trainer van Tito Vilanova in diens functie als hoofdcoach van Barça. In december 2012 werd hij even hoofdtrainer toen Vilanova in het ziekenhuis belandde voor een operatie aan de speekselklieren. In 2014 werd Roura aangesteld als directeur van de jeugdopleiding van FC Barcelona.